# پاول اوتلینی
پاول اس. اوتلینی (به انگلیسی: Paul S. Otellini) تاجر آمریکایی و مدیرعامل شرکت اینتل بود. وی همچنین عضو هیئت مدیره شرکت گوگل بود. او در تاریخ دوم اکتبر ۲۰۱۷ به هنگام خواب در منزلش در گذشت. اینتل علت درگذشت او را اعلام نکرده‌است.